# USDA Nacionalna baza podataka nutrijenata
USDA Nacionalna baza podataka o nutrijentima za standardnu referencu je baza podataka koju je formiralo Ministarstvo poljoprivrede Sjedinjenih Država radi pružanja informacija o nutritivnom sadržaju mnogih generičkih i zaštićenih namirnica. Objavljena u avgustu 2015. i revidirana u maju 2016. godine, sa sadašnjim izdanjem Standardna referenca 28 (SR28), sadrži „podatke o 8.800 prehrambenih artikala i do 150 komponenti hrane“. Nova izdanja se pojavljuju otprilike jednom godišnje. Baza podataka se može pretraživati na mreži, upiti se mogu vršiti koristeći API za prenos reprezentativnog stanja ili se cela baza podataka može preuzeti.
U aprilu 2019, USDA je promenila prezentaciju sastava hrane u svojoj bazi podataka, preimenujući projekat u FoodData Central.

## Spoljašnje veze
- USDA FoodData Central